# Dunningara
× Dunningara (abreviado Dngra) es un híbrido intergenérico entre los géneros de orquídeas Aspasia × Miltonia × Oncidium. Fue publicado en Orchid Rev. 88(1045, cppo): 12 (1980).